# Salomo Wuorio
Salomo Wuorio (né Backberg le 28 août 1857 à Hausjärvi – mort le 28  février 1938) est un artiste peintre et conseiller industriel finlandais.